# 카스텔포토
카스텔포토(이탈리아어: Castelpoto)는 이탈리아 캄파니아주 베네벤토도의 코무네다. 나폴리로부터 북동쪽 50km, 베네벤토 서쪽으로 7km 거리에 있다.